# スティーヴン・キングのキングダム・ホスピタル
『スティーヴン・キングのキングダム・ホスピタル』（原題: Stephen King's Kingdom Hospital）は、2004年にアメリカ合衆国・ABC（アメリカン・ブロードキャスティング・カンパニー）で放送された13話からなるミニシリーズ・テレビ映画である。日本では2004年にWOWOWが初放送した。2009年10月よりAXNミステリーで放送開始。本作はラース・フォン・トリアーのデンマークテレビドラマ 『キングダム』(原題：Riget）のリメイクであり、原作の舞台はコペンハーゲンだったのに対し、本作は製作総指揮および脚本を務めたホラー作家スティーヴン・キングの出身地であるアメリカ合衆国のメイン州に移されている。

## あらすじ
この物語はメイン州ルイストンに設定された架空の病院、キングダム・ホスピタルが舞台である。キングダム病院はアメリカ南北戦争の時代に軍服工場のあったところに建てられた。この工場は後に大きな火事に見舞われる。その後、その地には "オールド・キングダム" として知られる病院が建てられたが、これも火事で焼け落ちた。そして同じ地に建てられた現在の病院は "ニュー・キングダム" と呼ばれている。その深紅色に染められた短剣型の不吉な紋章は、この病院の「呪われた生い立ち」と、この先に何かが起こることを暗示するようだ。
自称霊能者のドゥルーズ夫人は、この病院をこれまで幾度も調べてきた。彼女は病院の職員から仮病使いだと思われている。病院の真実と病院に取り憑いている霊（最初の火事に関連して死んだ少女、オールド・キングダムでの恐ろしい人体実験に関わる少年、そして長い鼻先と鋭い歯が並ぶ大きな口を持つオオアリクイに似た奇妙な動物など）についての謎を明らかにするため、彼女はフック医師に助けを請う。
交通事故で頭部と脊髄に重傷を負った画家ピーター・リックマンは、昏睡状態のまま426号室に入院中である。彼は意識障害（と周りの人間は思っている）の中で恐ろしい光景を目の当たりにする。
この他、「キングダムの番人」という病院の秘密組織とそれに加入しようとする尊大な神経外科部長ステグマン医師の不正や狂気、若いエルマー医師と睡眠専門のローナ医師との間にところ構わず繰り広げられる恋のかけひきなどを織り交ぜて、フックやドゥルーズ夫人たちは次第にこのキングダムに隠された悲劇を知り、異次元の世界に引き込まれて行く。
この作品は、シリーズを通して原作とは異なったプロットと登場人物が設定されていることで知られる。製作総指揮および脚本を務めたキングはこれについて、「テレビのための小説化」と呼んでいる。
キング自身は第2シーズンの絵コンテを書き上げているといわれる。しかし第1話はABCにおけるドラマ初登場年間最高視聴率を受けるなど非常に高い評価を得たにもかかわらず、視聴率は急速に低下したため、ABCはCBSテレビの人気ドラマCSIに対抗して番組を繰り（切り）上げざるを得なかった。
ジャンルはホラーという位置づけだが、コミカルなシーンも多いほか、医療ミスをめぐる裁判沙汰など、社会派的な要素もある。
なお、シリーズ全タイトルを収めたDVDが発売されている。

## キャスト

### 病院職員
フック医師 (Dr. Hook)
演 - アンドリュー・マッカーシー / 声 - 宮本充
病院の地下に住むハンサムな神経外科医。院内の医師による医療過誤を根絶することをライフワークにしている。手術中に「自己の崇高な使命」を語りだしてしまったり、歌いだしたりと、やや不真面目な面もある。ピーターの担当医となり、さらにドゥルーズ夫人に出会ったことから、病院の事件に巻き込まれていく。
ステグマン医師 (Dr. Stegman)
演 - ブルース・デイヴィソン / 声 - 野沢那智
尊大な神経外科部長。多くの医療ミスで訴えられ、マサチューセッツ州ボストンでの華々しいキャリアを繰り返し自慢しているにもかかわらず、保身のため今にもキングダム病院の秘密結社「キングダムの番人」に入会しようとしている。何かにつけてキングダム病院とかつての職場を比較し、キングダム病院の医師を貶めるが、自分に反抗的だという理由で、フックを特に敵視している。高級車に乗っているが、落書きされたり蹴りでへこまされたりした挙句、最後は街の不良たちによってバラバラに分解されてしまう。
ブレンダ医師 (Dr. Brenda Abelson)
演 - ミージェン・フェイ / 声 - 唐沢潤
ステグマンの愛人であるとともに、キングダム病院における唯一の真の友人でもある。自分の欲しいもののためなら何事も躊躇しない野心的な女性。前々から楽しみにしていたステグマンとのバカンスを目前にして、ステグマンから激しい罵倒の数々を浴びせられる形で破局。逆上のあまり、ステグマンの実験用のネズミを皆殺しにした挙句、彼の頬をひっかくという形で復讐を果たす。
ジェームズ医師 (Dr. Jesse James)
演 - エド・ベグリー・ジュニア / 声 - 山野史人
キングダム病院の院長であり、秘密結社「キングダムの番人」のメンバー。「モーニング・エア作戦（吹き替え版：朝の健康な空気運動）」の儀式に多くの時間を割いており、ステグマンからは完全にあきれられている。
エルマー医師 (Dr. Elmer Traff)
ジェイミー・ハロルド / 声 - 武藤正史
親子ほども年の離れたローナに恋する若い外科研修医。病院の重要人物ルイス医師の息子だが、不真面目で気弱な性格から、同僚からは問題児扱い。ローナの睡眠実験の被験者を自ら買って出る。ローナに冷たく突き放された傷心から、あるとんでもないことをやらかしてしまい、そのことを知ったフックに弱みを握られたため、彼の協力者となる。
ローナ医師 (Dr. Lona Massingale)
シェリー・ミラー / 声 - 宮寺智子
謎めいた睡眠専門医。熟女。エルマーの恋愛対象であるが、彼女の側は「子供」と関わりあいたくないと思っている。
クリスティン医師 (Dr. Christine Draper)
演 - アリソン・ハサック / 声 - 伊藤美紀
キングダム病院でもっとも親しみやすい女医。フック同様、ステグマンに敵対心を抱いている。フックに恋愛的興味を持っている。
ルイス医師 (Dr. Louis Traff) - ウィリアム・ワイズ
「キングダムの番人」のリーダーであり。キングダム病院の古参メンバーである重要な医師（一般外科医）。エルマーの父。看護師の妻がいたが、彼女がモルヒネ中毒者であったことを理由に離婚した。
キャリー看護師 (Nurse Carrie von Trier)
演 - レナ・ジョーガス / 声 - 木下紗華
ピーターの受け持ち看護師。血液が苦手で、手術の度に失神してしまうため、ステグマンからは完全に邪魔者扱い。話が進むにつれ、手術以外でもよく失神するようになる。
ボビー・ドゥルーズ (Bobby Druse)
演 - デル・ペンテコステ / 声 - 駒谷昌男
キングダム病院の雑役係。ドゥルーズ夫人の息子。極度のマザコンで、いつも母親の指示通りに動く。家も実家住まいだが、母親が入院中とあって、食事には困っている様子。
エイブル (Abel Lyon)
演 - ブランドン・バウアー / 声 - 若林久弥
キングダム病院の雑役係。ダウン症患者。いつもキングダム病院の周りを彼の友人クリスタと歩きまわっている。いたずら好き。霊感が非常に強く、メアリーやポールの動きを現在進行形で感知できる上、これから起きることを予知することもできる。
クリスタ (Christa)
演 - ジェニファー・カニンガム / 声 - 間宮くるみ
キングダム病院の雑役係。エイブルの共犯者的相棒。ダウン症患者。エイブルとクリスタは病院の機械的仕事に対して不思議な親和性を見せる。やはり霊感が強い。
オットー (Otto)
演 - ジュリアン・リッチングス / 声 - 佐々木睦
キングダム病院の万能役。定期的に警備室から院内を監視している。ボビーとは親友であり、よく警備室に招いている。数年後に失明の危機が迫っているというほど極度の弱視であるため、ビンの底のような分厚い眼鏡をかけている。いつも賢いジャーマン・シェパード・ドッグのブロンディを伴っている。ブロンディは幾つかの場面で自意識と現実的思考能力を呈する。ジョークとしてブロンディがしゃべるときはドイツ訛りが聞き取れる。

### 現在および過去の患者
ピーター・リックマン (Peter Rickman)
演 - ジャック・コールマン / 声 - 寺杣昌紀
ひき逃げが原因で重症の超有名画家。昏睡状態とされているが、実は意識ははっきりしており、話を聴くことはできても自ら話すことができないだけ。目を閉じたまま見るという、不思議な力が宿る。メアリーやアンチュビスとの出会いを通じて、キングダムの過去と未来を発見する。幽体離脱によってメアリーと行動を共にすることが多い。
ナタリー・リックマン (Natalie Rickman)
演 - スキ・カイザー / 声 - 田中敦子
ピーターの妻。キングダムにはびこる現象の存在を信じなかったが、ドゥルーズ夫人と知り合って考えが変わる。
サリー・ドゥルーズ夫人 (Sally Druse)
演 - ダイアン・ラッド / 声 - 谷育子
自称、霊能者。あらゆる種類の症状を訴えて定期的にキングダム病院に入院し（回数にして、2年間で14回にも及ぶ）、病院の深部に潜む真実を発見しようと決心する。「仮病で病院に居座る偽患者」「病院に巣食う寄生虫」として、ステグマンからは目の敵にされているが、高齢患者たちから慕われており、先の長くない彼らにとっての心の支えとなっている。子離れできておらず、とっくに成人している息子ボビーのことを「まだまだ甘えん坊で、世話が焼ける」と言う程である。
モナ・クリンガーマン (Mona Klingerman)
演 - エミリー・テナント
ステグマンの医療ミスにより回復不能な脳障害を負った少女。
メアリー・ジェンセン (Mary Jensen)
演 - ジョデル・ミカ・ファーランド / 声 - 大前茜
1860年代の工場放火を隠蔽するため殺された、幼い少女の幽霊。青白い顔で、額には2つの穴があいている（彼女の死因に関係している）。人形を肌身離さない。生前、工場では「時間係」として、ベルを鳴らして従業員に時を告げる役目を果たしていたが、優しい性格と愛らしさのため、同僚たちから慕われるマスコットのような存在だった。死後の彼女が鳴らすベルは、キングダム病院における死の象徴であるが、幽霊となっても相変わらず優しい性格であり、ポールから病院を守ろうとする。アンチュビス（アヌビス）をパートナーとしており、悲惨な死に方をしたにもかかわらず悪霊とならずに済んだのも、アンチュビスの導きのおかげである。150年前の人間であるが、MRIなど現代の医療機器についてある程度理解があるほか、テレビで現代の野球チームを応援している。
ポール (Paul Morlock)
演 - ケット・タートン / 声 - 成瀬誠
オールド・キングダムで殺された少年らしいが、メアリーと異なり、彼の生い立ちについては明らかにされていない。邪悪な怨霊として病院に出没し、メアリーと敵対している。「力をつけるため」という理由で、緑色の謎の液体を溜めたタンクに定期的に浸らないといけないらしい。150年前の人間であるが、コンピューターを使える。ゴットライヒの助手を務める。
リッチングスとタートンは、それぞれ犬のブロンディとアリクイのアンチュビスの声も担当している。

### 準レギュラー
ガプタ医師 (Dr. Sonny Gupta)
演 - ザク・サンチアゴ・アラム / 声 - 星野貴紀
エルマーの友人。エルマーのやらかしたとんでもない悪ふざけに付き合わされるハメになる。
ブリック看護師 (Nurse Brick Bannerman)
演 - ビバリー・エリオット
クリス牧師 (Reverend Jimmy Criss)
演 - クリストファー・ハイアーダール
キングダム病院の向かいにある教会の牧師。ホームレスを対象に食料の配給や、エイズチェック、朗読会などを行っていたため、多くの人から尊敬されていた。キリストのような容貌をしているが、ある日、何者かによってキリスト同様に、磔で殺害されるも、それから3日後に、キリストさながらに復活を果たした"奇跡の人"。
レニー (Lenny Stillmach)
演 - アントニー・ハランド
ドゥルーズ夫人の親友である年配の患者。「アイスクリームの皇帝」の夢をよく見るらしい。「唯一の皇帝はアイスクリームの皇帝だ」とまで考えている。
フライシャー弁護士 (Sheldon Fleischer)
演 - マイケル・ラーナー
心臓病を患う計算高い弁護士。自らの法律事務所で雇っていた18歳の少女に手を出し、妊娠させ、中絶を強要した挙句、妊婦であることを理由として解雇したため、被害者とその母親からセクハラと妊婦差別で訴えられる。
ゴットライヒ医師 (Dr. Gottreich)
演 - ビル・メーレン
拷問的治療のエキスパートである亡霊の医師。工場主の兄弟であり、工場の診療所で働いていた人物。また、メアリーを殺害した張本人。150年前の人間であるが、コンピューターを使える。
ダルドリー記者 (Celeste Daldry)
クローデット・ミンク
チャンネル9のレポーター。
ダニー (Danny)
演 - タイ・オルソン / 声 - 魚建
救急救命士。
シュワルツトン博士 (Dr. Richard Shwartzon)
演 - ジェラード・プランケット / 声 - 稲葉実
アルコール依存症の地震学者。キングダム病院で頻繁に起こる地震の原因を調査するために招かれた。その歓迎パーティーの席で、ジンジャーエールを頼んだはずがボーイの手違いでシャンパンを渡されたのをきっかけに、禁酒を破って再び酒に手を出したため、発作を起こして入院。病床で地震調査にあたるも、超常現象であると悟り、さらに、近いうち病院を崩壊させるほどの大地震が起きると予見して、1人病院を脱出。
フランキー (Frank Schweigen)
演 - ポール・ペリー
ステグマンの手術ミスとエルマーの悪ふざけの被害者となるホームレスの男。何故かエルマーに瓜二つ。幽霊となり、自身の首を求めて夜な夜なオールド・キングダムを徘徊。
オルリー (Ollie)
演 - ベンジャミン・ラトナー
ダニーの相棒である救急救命士。
デイヴ (Dave Hoonan)
演 - ライアン・ロビンス
ピーターを轢き逃げした運転手。麻薬中毒者。自宅の屋根から転落し、キングダム病院に搬送されるが、「他に病室に空きがない」という理由から、事もあろうにピーターの同室に入院となる。
ヘブンス医師 (Dr. Henry Havens)
演 - アラン・スカーフ
ロルフ・ピダーセン (Rolf Pedersen)
演 - ジム・シールド
入院中の囚人。6人を惨殺した猟奇的殺人鬼。その邪悪な心をポールに利用される。
リズ看護師 (Nurse Liz Hinton)
演 - ジャネット・ライト
ジョニー・B・グッド
演 - スティーヴン・キング / 声 - 牛山茂
不良たち
出勤時のステグマンの様子を嘲笑し、しまいには彼の愛車ジャガーを解体した若者集団。その中の1人、黒人青年は、クリス牧師の教会に通う常連であり、クリス牧師を心から尊敬していたので、根っからのワルという訳でもない。

### その他
アンチュビス
オオアリクイに似た謎の生き物。アンチュビスという名はメアリーとの初対面で自己紹介したとき、メアリーが聞き間違えたものであって、本名はアヌービスであり、実はエジプト神話に登場する生と死を司る神アヌビスそのもの。病を食べて人を生かすこともあれば、人を殺すこともあり、どちらを選ぶかはメアリー曰く「ピーターに聞けばわかる」とのことであり、アンチュビス本人曰く「人を裁くことはしない」とのことだが、結局は因業深い人間に報いを与えている。耳の後ろをなでられると喜ぶ。一度ポールの罠にかかって重傷を負い死にかけるが、ピーターからの輸血で快復する。人間に化けることもできるが、このときは何故かポールに良く似た青年の姿である。「うまいアリはありがたい」が口癖（吹き替え版）。
"Battlestar Galactica" のロリーナ・ゲイル、"The Lone Gunmen" のブルース・ハーウッド、"LOST" のエヴァンジェリン・リリー、"Lの世界" のタイ・ルニャン、"Dead Like Me" のクリスティン・ウィルスなどもゲスト出演している。

## エピソードタイトル
カッコ内は原題
第1話 封印の王国（キングダム） (Thy Kingdom Come)
有名な画家ピーター・リックマンは轢き逃げに遭い、メイン州ルイストンにある病院 "キングダム・ホスピタル" に入院した。神経外科医のフックが担当になり、ピーターの妻ナタリーは付きっきりで看病にあたる。ピーターは夢の中で謎の少女メアリーと、事故直後に出会ったオオアリクイ "アンチュビス" と会話を交わす。そして建て替えられる前の旧キングダム病院 "オールド・キングダム" をさまよい、キングダム病院は外見以上に王国であることを理解し始める。尊大な外科部長のステグマン医師は、仮病使いの自称霊能者・ドゥルーズ夫人を病院から放り出すよう、名前だけの病院長・ジェームズ医師に掛け合う。ドゥルーズ夫人は、息子のボビーが作業員として働くキングダム病院に仮病で度々入院していた。彼女はエレベーターの中で少女の霊の叫び声を聞き、さっそく降霊会を行う。フックはドゥルーズ夫人に頼まれて同僚の女医・クリスティンと共にMRIを撮像し、ジェームズは彼女に入院許可を出す。そしてまた地震がキングダム病院を襲う。
第2話 王国（キングダム）の屍達 (Death's Kingdom)
ピーターは昏睡状態が続いているように見えて、実は意識があり、周りの声や病室の様子を見聞きすることができるロックト・イン状態にあった。そこへ、ピーターを轢き逃げしたドライバー・デイヴがキングダム病院に搬送されてくる。屋根から落ちて大怪我をしたのだ。ピーターと同室になったデイヴは、そこで起こる不思議な出来事を証明する最初の人物となる。若いエルマー医師はモルグ（死体公示所）でディナーを企画し、睡眠研究所の年増の女医・ローナの気を引こうと懸命である。ドゥルーズ夫人は病院をさまよう少女の霊と交信するため降霊会を開くが、ステグマンに妨害される。自らも少女の声を聞いたフックは真相究明のためドゥルーズ夫人を経過観察目的でしばらく入院させることにする。意識障害が一時的に回復したピーターは、少女の名前が "メアリー" であることを告げる。
第3話 悪霊の接吻（キス） (Goodbye Kiss)
フックはドゥルーズ夫人と共にエレベーターの天井の上で古い人形を見つけ、少女の霊を目撃する。フックはメアリーを見た後、ドゥルーズ夫人を信じ、彼女の世界に引き込まれるようになる。フックはクリスティンと共謀して、ジェームズ院長にドゥルーズ夫人の入院許可を得る。ドゥルーズ夫人は病院内を探して巡り、廊下で少女の霊が「助けて」というのを聞くが、その声の主はメアリーの声色を使った邪悪な霊・ポールだった。その頃、収監中の連続殺人犯ロルフ・ピダーセンとその愛人ハリエットが毒を飲んで心中を企てるが、悪いことにロルフの方は職員によって命を救われる。アンチュビスはピーターに「新しいルームメイトに用心しろ」と告げるが、その患者は他でもないロルフのことだった。ステグマンがまた医療過誤で告訴された。一方、ピーターとメアリーはポールの霊に襲われる。
第4話 真夜中の邂逅 (The West Side of Midnight)
ルイス医師の前妻で看護師のエマが心臓発作を起こし、キングダム病院に搬送されてきた。ルイスは必死に蘇生措置を施すが、蘇生台の上で帰らぬ人となる。同じ頃、ドゥルーズ夫人の親友レニーがキングダム病院の一室で息を引き取る。天国に到着するまでの間、レニーはドゥルーズ夫人がメアリーと交信するために力を貸す。そしてメアリーは彼女にピーターの存在を知らせる。ポールはドゥルーズ夫人を排除するため、ロルフを利用しようとする。ドゥルーズ夫人はさっそくピーターに会いに行くが、ポールにそそのかされたロルフに命を狙われる。間一髪のところ、フックの訪問のお陰でドゥルーズ夫人は助かるが、彼女は邪悪な霊を感じ取り、ピーターの安全を確保するようフックに告げる。エルマーはアンチュビスの夢を見る。ステグマンは自分のクルマが落書きされているのを見つけて怒り狂い、犯人を見つけることを心に決める。犯人は病院の雑役係として働くエイブルとクリスタだったが、彼らは巧妙にステグマンの目をはぐらかす。
第5話 外科医の墓標 (Hook's Kingdom)
ポールは昏睡状態のピーターを狙い、ロルフにルームメイトを殺させようとする。ピーターはメアリーに助けられるが、相変わらずメアリーを助けることはできそうにない。今度はポールとアンチュビスが対決する。その頃、キングダム病院の近くにある伝道所の読書会でホームレスの男フランキーが突然意識を失い、キングダム病院に運ばれる。脳腫瘍が発見されたためフランキーはステグマンのいい加減な手術を受けるが、手術中にメアリーの姿を見た彼はそのまま命を落とす。外科医のガプタは、フランキーが同僚のエルマーにそっくりであることに驚く。ガプタに呼ばれてモルグに来たエルマーもまた、自分に瓜二つの遺体を見て驚く。エルマーとローナが睡眠研究所でいちゃついている頃、フックはキングダム病院の地下深くにある彼の部屋にクリスティンを招待する。そこはかつてのゴッドライヒ病院の一角で、キングダム病院とは地下通路でつながっている。フックはクリスティンに小さな墓標を見せる。そこには医療ミスの犠牲者と、加害者である医師の名前が書かれており、ステグマン、クリスティン、フック自身の名前もあった。これはキングダムの浄化のための反省の糧であるというフックに、クリスティンは協力を約束する。また、ステグマンの追求をかわすため、エイブルとクリスタはジェームズ院長に作業服の変更を願い出る。そしてフックの信奉者たちは "フックの王国" に集まる。
第6話 さまよえる死体 (The Young and the Headless)
ジェームズ院長は地震の原因を調査するプロジェクトの晩餐会を開催した。そこにはかつてアルコール依存症だった地震学者シュワルツトン博士の姿もあった。晩餐会でワインを勧められたシュワルツトン博士はありったけの酒を痛飲し、彼はキングダム病院に入院する羽目になる。ステグマンは手術ミスによりモナ・クリンガーマンを廃人にしたとして訴訟を起こされ、窮地に追い込まれる。自分の身を守るため「キングダムの番人」という組織に加入したステグマン。彼の入会儀式の準備が進んでいる。儀式から逃れたいステグマンは病院の地下深くでゴットライヒ医師の霊と出会う。そしてステグマンの唯一の友人である女医のブレンダは、彼の気を引くため医療ミスの証拠となる書類を隠滅しようとしていた。一方、エルマーはローラの気を引くためフランキーの死体から切断した首を使って悪ふざけをするが、事態は思わぬ展開になる。ピーターはロルフから逃れたいが、相変わらず誰にも意思を伝えられない。その間もロルフはピーター殺害の機会を伺う。メアリーはピーターを救うため、キングダムの異次元へ誘う。そこではピーターも健常人と同じように行動できるのだった。ピータ・ポール・メアリー・アンチュビスと頭の無い男は病院の内部をさまよう。ピーターはメアリーと共に、ポールに傷つけられたアンチュビスを助けに行く。
第7話 ブラックノイズ (Black Noise)
エルマーは遺体を毀損した犯人として疑われて焦る。一方、頭の無い男は自分の首を捜してキングダム病院の地下の回廊をさまよっている。ロルフはピーターの殺害に失敗し、全身に大火傷を負ってピーターの部屋を出される。ピーターの妻ナタリーは一安心する。意識レベルが上がったピーターは紙にドゥルーズ夫人の姿を描く。フックの新しい患者は心臓病を患った利己的な弁護士のフライシャーである。彼はひどい火傷を負ったロルフと同室であることに気付く。一方でピーターの新しいルームメイトは地震調査のために招かれたアルコール依存症の地震学者シュワルツトン博士だ。彼はブラックノイズの出現を恐れ、モニタ用ノートパソコンを手放せないでいる。そしてメアリーの霊を目撃するが、誰も彼の言葉を信用しない。キングダム病院に対するシュワルツトン博士の偏執狂的な考え方は、ドゥルーズ夫人とナタリーがメアリーを救うのを助けるために最高のパートナーとなるのに充分だった。ドゥルーズ夫人は、病歴室にある過去のカルテを調べるのを助けるよう息子のボビーに頼む。ジェームズ院長は全職員対象の集会を持ち、そこで彼はキングダム病院が霊に取り付かれているのかどうか確かめようと試みる。その考えにステグマンは激しく抵抗する。ステグマンはモナの家族の追及に逆切れして暴言を吐き、八方ふさがりの状態になる。
第8話 供された心臓 (Heartless)
フライシャーはアンチュビスと取引して、自らの移植リストの順位を繰り上げることを画策した。ナタリーとドゥルーズ夫人は、古い人形の中から当時の新聞の切り抜きを見つけ、1869年にゲイツ・フォールズ工場で火事があったこと、少女の霊がメアリー・ジェンセンという名前であることを知る。さらに病院の古参職員は、ゲイツ工場が今のキングダム病院と同じ場所にあったこと、そしてオールド・キングダムでも第2の火事が起きていたことをフックに語る。ステグマンの毎日は、その正気を失っていくのと呼応して日一日と悪くなって行く。ローナはエルマーの夢に入り込む奇妙な体験をする。フックは現在のキングダム病院がある場所で起きた1869年と1939年の火事について調べを入れる。クリスティンはステグマンに医学雑誌に投稿した論文の名前を盗まれ、またドゥルーズ夫人もステグマンによってベッドに縛り付けられていた。フックは無くなったフランキーの頭を利用してステグマンを倒すためエルマーの「助け」を得る。
第9話 スウェーデンボルグの世界 (Butterfingers)
キングダム病院では野球に興味がないステグマン以外、皆がワールドシリーズ最終戦に熱狂していた。しかし地元チーム、ニューイングランド・ロビンズの敗退が決まった時、街中のうらぶれた部屋では、かつてロビンズの一塁手だったアール・"失策"・キャンドルトンが自殺を図っていた。彼には87年のワールドシリーズで凡フライを落球し、チームが優勝を逸したという不名誉で失意の過去があった。彼はキングダム病院に搬送され、一命は取りとめたものの昏睡状態だ。キャンドルトンは眠りの中で "スウェーデンボルグの世界" に迷い込んでいる。ローナは彼のMRIを撮ろうと企てるが、強い磁気を当てると "スウェーデンボルグの世界" から出られなくなってしまうことをメアリーは知る。かくして自分の世界に閉じこもるキャンドルトンをポールから救い、早すぎる死を回避することがピーターとメアリーの使命となった。
第10話 聖霊降臨の徴 (The Passion of Reverend Jimmy)
ジミー牧師が裏通りで十字に架けられて殺害された。彼の遺体は一連の奇跡を起こし、看護師のリズは深く心を動かされる。奇跡は次第に大きくなり、来たるべき牧師の復活を待ち望む何千もの人々や報道陣がキングダム病院に集まってきた。地震があったあと、ジミーを解剖中の病理医ヘブンス、ローナと病院警備員のオットーはモルグに閉じ込められていた。シュワルツトン博士はブラックノイズの反応を見て次の地震を予告する。ステグマンは自らに不利な証拠を隠滅するためにブレンダを誘惑する。一方、フックはエルマーの「助け」を借りてその証拠を奪うことを計画する。ピーターの妻ナタリーとドゥルーズ夫人は、昏睡中のピーターの身体を介してメアリーの死と病院の過去について彼女から話を聞く。
別題 "On the Third Day"
第11話 悪霊の秘儀 (Seizure Day)
ある騎馬警官がキングダム病院の近くをパトロールしている時、まばゆい光に打ちのめされる。彼はキングダム病院に運び込まれるが、そこで痙攣発作に襲われる。同じ出来事を経験したとして病院の周りを巡る人々のパターンにフックは気付く。ボビーは母親のドゥルーズ夫人に命じられてメアリーに関する古い病院の病歴ファイルを探しに行かされる。同じくエルマーも、モナの麻酔記録を探してくるようフックに命じられ、ブレンダもステグマンに頼まれて同じ書類を探すためにそれぞれ記録書庫に忍び込んだ。ブレンダはポールによって差し替えられたモナの麻酔記録を盗み出す。本物の麻酔記録はエルマーによってフックの手に渡る。アンチュビスは脳外科手術中のステグマンに幻覚を見せる。ステグマンはモナの手術ミスの一件で弁護士に会っている間、ローナはエルマーの不思議な夢を調べる。またフックはクリスティンと親密になっていく。シュワルツトン博士はフックの部屋でブラックノイズの測定を行う。
第12話 未来を超えて (Shoulda Stood in Bed)
ジェームズ院長は相変わらず「モーニング・エア作戦」バッジ運動を続けている。エルマーはフランキーの頭を取り戻した。フランキーもブロンディの姿を借りたアンチュビスの助けを借りて自分の頭を見つける。一方、フックはモナの一件について公然とステグマンを非難し、ステグマンの外科医資格を一時停止に導く。偽の麻酔記録をつかまされたブレンダはステグマンに罵られ、振られた腹いせに、彼に復讐を企てる。ポールはステグマンに、全てを終わらせるよう言い含める。そして、アンチュビスはピーターとドゥルーズ夫人に来るべき未来を見せる。ピーターは、手遅れになる前に降霊会を行うため、皆を共に導く。
第13話 終焉の刻 (Finale)
キングダム病院の崩壊まであとわずか数時間、「死者の日（万霊節）」にキングダムの医師、患者、職員たちは降霊会を開くため一堂に会した。そこで彼らはゲイツ・フォールズ工場の火事・メアリーの死についての真実を知り、物事を「正しい」方向に定めるため最後の試みを行わなければならない。その頃、正気を失ったステグマンは彼らが自分の破滅をもたらすと確信し、それを阻止しようと彼らを探して廊下をさまよっている。病院の崩壊が刻一刻と近づく中、フックたちは異次元で火事当日のゲイツ・フォールズ工場に行く。時刻告知係のメアリーは放火現場を目撃し、それを知った工場長により命を狙われるが、フックたちの手引きにより歴史を変える。
すべてが終わり、喜ぶメンバーたち。ドゥルーズ夫人は、歴史が修正されたことでポールの霊もゴットライヒの霊も消滅したと宣言。オットーが提案し、皆で飲みに行くことになる。病院を出て夜道を歩く彼らを、病院の窓から見下ろすステグマン医師。「必ず復讐してやる」と、不吉な言葉を放つ。そしてその両隣りには、ポールとゴットライヒの姿があった…。そんなことはつゆ知らず、楽しそうに飲み屋へと向かう一同。彼らの上の星空には、メアリーの笑顔が映し出されていた。

## 主題曲・挿入曲
| タイトル                    | アーティスト                     | 備考                                         |
| --------------------------- | -------------------------------- | -------------------------------------------- |
| Worry About You             | Ivy                              | テーマソング                                 |
| Red Dragon Tattoo           | ファウンテインズ・オブ・ウェイン | ピーターがジョギング中に流れる               |
| Wee Wee Hours               | チャック・ベリー                 |                                              |
| Where's Your Head At        | ベースメント・ジャックス         | 頭なし男が自分の頭を探すときに流れる         |
| Kiss Him Goodbye            | STEAM                            |                                              |
| Gin and Juice               | The Gourds                       |                                              |
| Time Has Come Today         | The Chambers Brothers            |                                              |
| I Don't Know Why I Love You | Ivy                              | フックとクリスティンが会話している時に流れる |

## 各国での放送局
- アイルランド: TV3
- アメリカ: ABC
- イギリス: BBC Two
- イタリア: Italia 1
- オーストラリア: Seven Network
- カタロニア: TV3
- スウェーデン: TV6
- スロバキア: Markiza
- チリ: AXN
- デンマーク: TV3
- ドイツ: Kabel 1
- トルコ: ATV
- ニュージーランド: TVNZ
- ハンガリー: AXN Sci-fi
- フィンランド: Nelonen
- ブラジル: AXN
- フランス: M6
- ベネズエラ: AXN
- ペルー: AXN
- ポーランド: TVP 1
- マレーシア: TV3
- 日本: WOWOW、AXNミステリー
- 香港: TVB Pearl

## その他
- 当初、ABCの番組放映スケジュールでは2004年7月15日終了予定だったが、NBAのプレイオフの期間中は放送が保留され、6月24日に再開された後、8月中旬に終了した。
- 本シリーズはMLBワールドシリーズのタイミングと死者の日（万霊節）への言及、加えて第9話における画面表示（10月26日）によって各話の日付を同定することが可能である。
- 各エピソードはそれぞれ、第1話（封印の王国）・ 第2話（王国の屍達）・第3話（悪霊の接吻）が2003年10月22日、第4話（真夜中の邂逅）・第5話（外科医の墓標）・第6話（さまよえる死体）が10月23日、第7話（ブラックノイズ）が10月24日、第8話（供された心臓）が10月25日、第9話（スウェーデンボルグの世界）が10月26日、第10話（聖霊降臨の徴）が10月27日 - 29日、第11話（悪霊の秘儀）が10月29日 - 31日、第12話（未来を超えて）・第13話（終焉の刻）が11月1日の出来事と考えられる。
- 病院の外観は、カナダ・ブリティッシュコロンビア州リッチモンドの Workers' Compensation Board（現：WorkSafeBC）ビルディングで撮影された[2]。
- ピーター・リックマンのキャラクターは、1999年にメイン州内の同じような道で車にはねられたキング自身の経験にかなり影響されている。
- 登場人物の名前や出来事の多くは仲間内のジョークになっている。
  - ピーター・リックマンがジョギング中、彼は "Little Tall" と書かれたスウェットシャツを着ていることが見て取れる。Little Tall Island は「黙秘(Dolores Claiborne)」と「悪魔の嵐(Storm of the Century)」の舞台である。
  - ピーターの事故を伝える報道アナウンサーもまた、キングの他のいくつかの作品で非常に重要な役割を果たす町キャッスル・ロック("Castle Rock")からの報告と言及している。
- 「ダーク・タワー(The Dark Tower)」シリーズを含むキング作品への参照がいくつか見られる。
  - ピーターに始まって、彼に続くその他重要なすべての患者をキングダム病院に搬送する救急車は第19部隊である。この番号は「ダーク・タワー」中で非常によく用いられている数字である。
- シリーズを通じて、登場人物たちがキングの本を読んでいる場面を目にすることができる。
  - シリーズ終盤でピーター・リックマンの妻（ナタリー）が彼のベッドの隣で座っている時には、彼女が「ミザリー(Misery)」を読んでいるのがはっきりとわかる。
  - 第11話「悪霊の秘儀」で、看護師が Barlow Straker 著 "Make Him Want you with Witchery, Love Potions, Charms and Spells" と題された本を読んでいる。Barlow氏と Straker氏は、キングの小説「死霊伝説(Salem's Lot)」の登場人物である。
- キングダム病院の守衛であるJohnny B. Goode はいつも仕事をさぼっており、各話とも誰か別人が彼の代理をしていることに気付くだろう。そして最後に彼が画面に現れる時、他ならぬスティーヴン・キングがそこにいる。
- ロックバンド "Fountains of Wayne" のアダム・シュレシンガーはテーマ曲を書いた。そして最終話では病院が崩壊し始めるとともに1999年の彼らのヒット曲 "Red Dragon Tattoo" が演奏される。キングは彼らの熱烈なファンであり、"Entertainment Weekly" で彼がポップカルチャーについて定期的に書いている文章ではしばしば "Fountains of Wayne" を引き合いに出している。2005年12月、キングは好きなクリスマスソングとして "Fountains of Wayne" の "I Want An Alien For Christmas" を1番に挙げている。シュレシンガーのもうひとつのバンド "Ivy" は、本シリーズのテーマ曲を演奏している。
- キングダム・ホスピタルのウェブサイト（下記参照）によると、病院の所在地はメイン州ルイストンである（このページでは、案内に従うと地獄の門へ辿り着き、そこで訪問者はゾンビに出迎えられるとクレジットされている）。しかし記載されているZIPコード11225はニューヨーク市ブルックリンのものである。またメイン州ルイストン、ニューヨーク・ブルックリンの両地にキングダム・ロードという地名はない。もちろんニューヨークが過去数10年にわたって大地震に見舞われたこともない。